# 清洋河

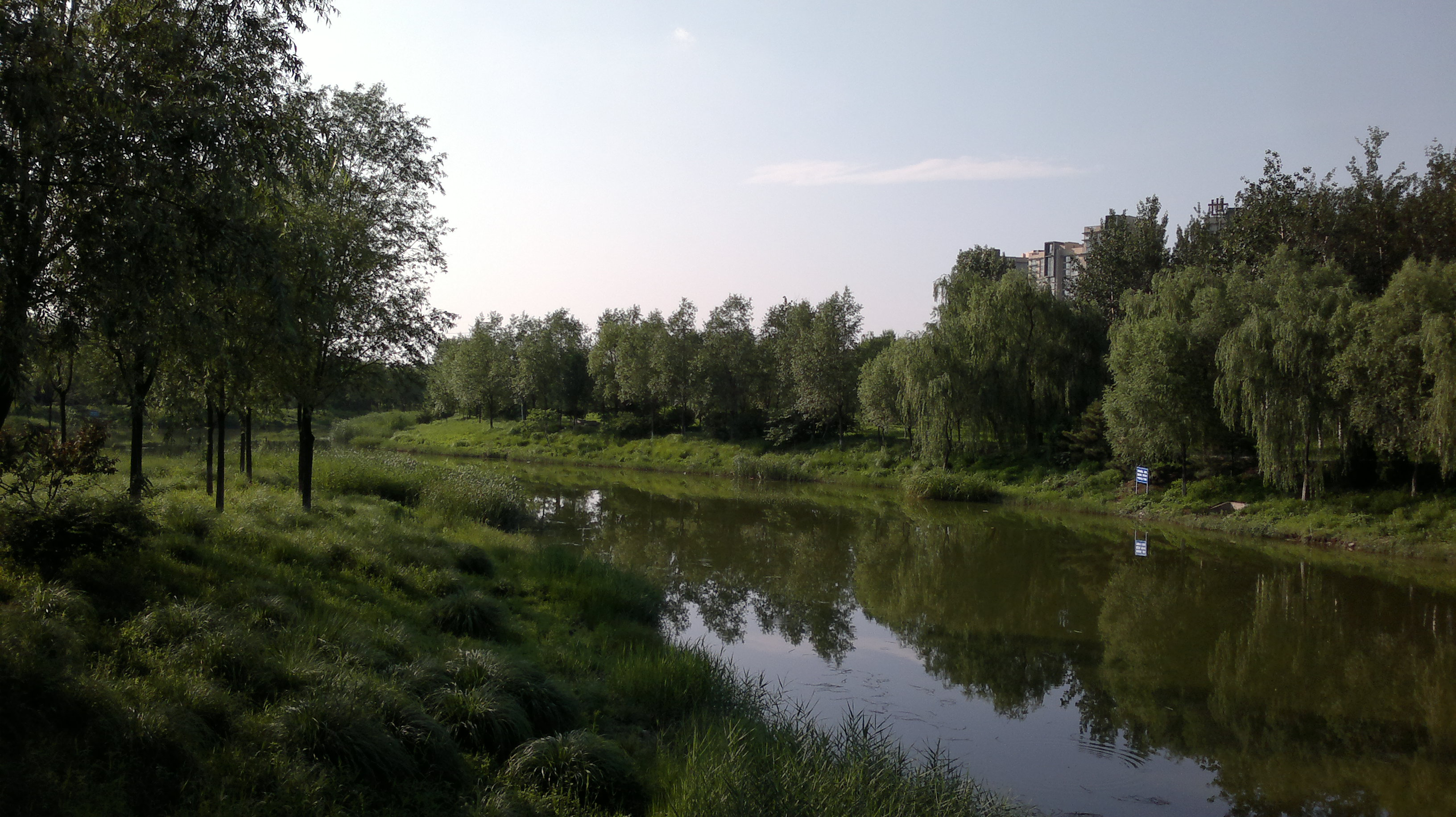
清洋河

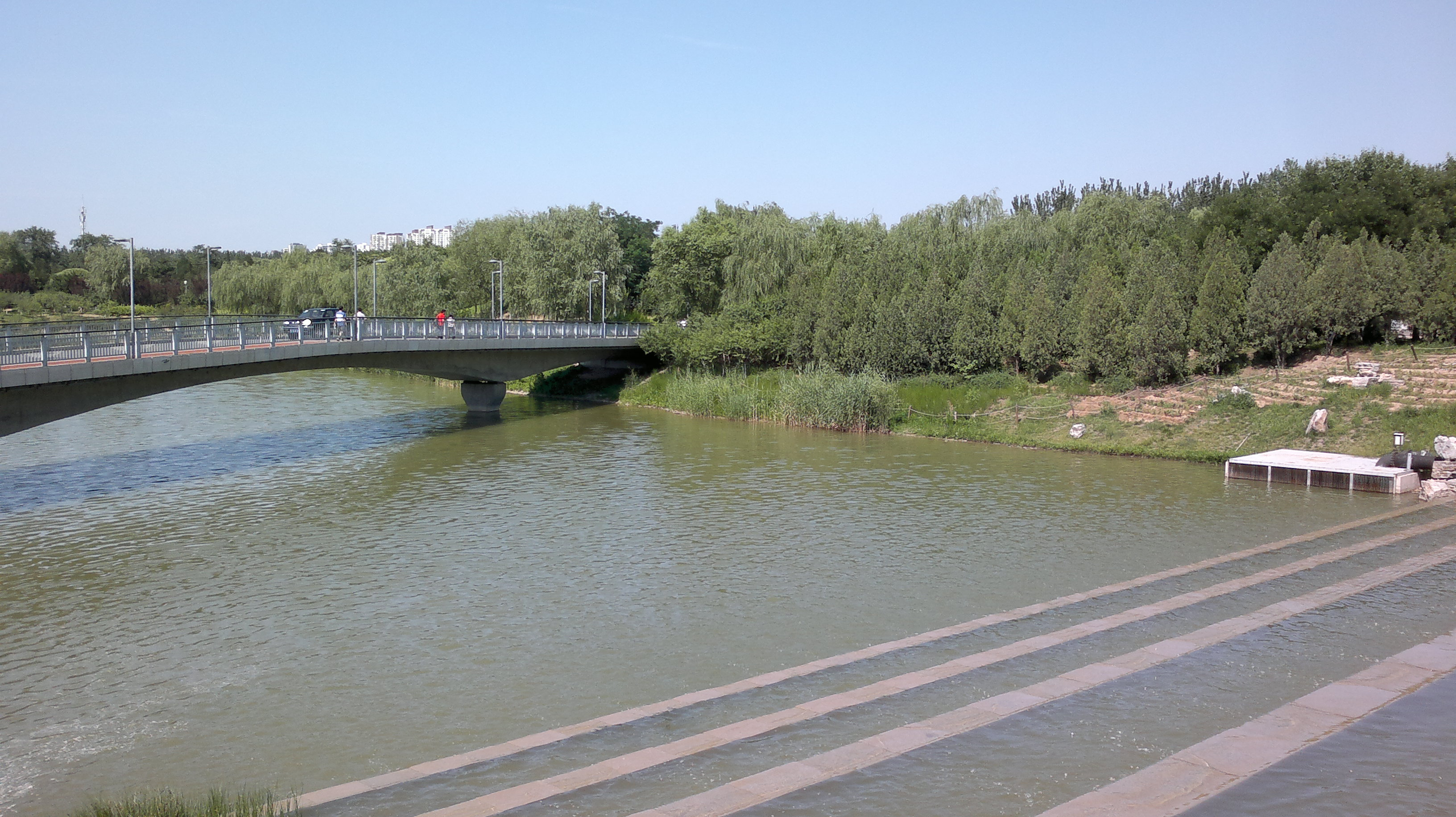
北京奥林匹克森林公园水系上游的人工瀑布

清洋河位于北京城区中轴线北部偏东，奥林匹克森林公园北区东侧，是奥运主场馆区域的排水河道，故其主要水源之一为奥林匹克森林公园水系上游的人工瀑布；它同时也是奥运公园水系景观的重要组成部分，流向为由南向北，并最终注入清河。
2006年12月3日上午，综合整治工程全面完工，其原称清河导流渠、仰山大沟，应2008年奥运会和综合整治工程而改此名，意为“清澄北京，洋洒奥运”。